# Riaz Ahmed Gohar Shahi
Riaz Ahmed Gohar Shahi (em urdu: ریاض احمدگوھرشاہی; Raualpindi, ‎25 de novembro de 1941), mais conhecido como Hazrat Sayyedna Riaz Ahmed Gohar Shahi Muddazullahul Aali (حضرت سیدناریاض احمدگوھرشاہی مدظلہ العالی) é um místico muçulmano, fundador do movimento Anjuman Serfaroshan-e-Islão, e inspirador do movimento Mehdi Foundation Internacional (MFI)

## Biografia
Gohar Shahi recebeu uma educação tradicional muçulmana durante a infância. Com a idade de vinte anos, iniciou uma procura espiritual entre os sábios e derviches do seu país, mas ficou profundamente decepcionado com estes. Gohar Shahi era então casado e tinha três filhos.
Quando tinha trinta anos de idade abandonou o trabalho e família e foi para Shorkot, onde sob a supervisão do Sultan Bahu escreveu o livro Nurul Huda (Luz de Orientação)". Viajou a Sehwan Sharif para praticar a auto-mortificação, tendo passado um período de três anos nas montanhas do Sehwan Sharif e na floresta de Laal Bagh, em retiro espiritual.
Em um curto espaço de tempo, a mensagem de Gohar Shahi tornou-se popular em Paquistão e posteriormente em todo o mundo. Gohar Shahi foi convidado para discursar em mesquitas, templos hindus, igrejas cristãs e em templos Sikh.

## Obras
- Ruhani Safar(Spiritual Journey)
- Menara-e-Noor(Minart da Luz)
- Roshnash(Uma Indução)
- Tuhfa-industriais-Majalis(Dom da Congregações)
- Deen-e-Illahi[1]

## Críticas e perseguições
Os ensinamentos de Gohar Shahi foram duramente criticados pelas tendências menos tolerantes do Islão.
Uma bomba de gasolina explodiu na sua residência em Manchester. Houve um ataque com granadas de mão durante o discurso proferido na sua casa em Kotri, Paquistão.

A sua cabeça foi colocada a prémio no Paquistão, onde os seus ensinamentos foram condenados por líderes religiosos e pelo governo paquistanês.
Os seus livros foram proibidos pelo governo do Paquistão, bem como as reuniões públicas de seus seguidores. Também não é permitido à imprensa realizar qualquer cobertura a eventos promovidos pelos seguidores de Gohar.
Foi condenado à revelia por um tribunal antiterrorista em Sindh, mas conseguiu fugir para Inglaterra. Nesse julgamento foi condenado a 59 anos de prisão. Gohar Shahi desapareceu antes de qualquer decisão sobre o recurso apresentado junto do Supremo Tribunal de Justiça de Sindh.
Contudo, apesar das críticas, teve o apoio de alguns líderes internacionais do sufismo, tais como Shaykh Hisham Kabbani, Sheikh Nazim al-Haqqani an-Naqshbandi e Tahir-ul-Qadri.
{{Referências}
1. 1 2 3  Riaz Ahmed Gohar Shahi (2012). Religião de Deus (em inglês) 2 ed. Os Estados Unidos: Balboa Press. 168 páginas. ISBN 978-1-45254-908-8
2. ↑  «Great Muslims of undivided India». Kalpaz Publications. Consultado em 24 de fevereiro de 2011
3. ↑  «Relatório da Cruz Vermelha de Áustria sobre a Mehdi Foundation International (MFI)» (PDF) (em inglês). Consultado em 3 de março de 2011
4. ↑  «Site da Mehdi Foundation International (MFI). História da MFI» (em inglês). Consultado em 3 de março de 2011
5. ↑  Livros de Sultan Bahu
6. ↑  Supremo Tribunal do Paquistão defende proibição de um livro de um discípulo de Gohar Shahi
7. ↑  10 detidos para elevar slogans em favor da Gohar Shahi
8. ↑  Relatório do Departamento de Estado dos E.U.A. sobre liberdade religiosa em Paquistão, em 2000